# Drymophila ferruginea
El tiluchí herrumbroso (Drymophila ferruginea) es una especie de ave paseriforme de la familia Thamnophilidae perteneciente al género Drymophila. Es endémica de la mata atlántica del sureste de Brasil. 

## Distribución y hábitat
Se distribuye en el sureste de Brasil, desde el sureste de Bahia hacia el sur hasta el noreste de Santa Catarina, y hacia el interior hasta el centro este de Minas Gerais y oeste de São Paulo.
Esta especie es bastante común en el sotobosque de selvas húmedas y bosques secundarios, principalmente debajo de los 1200 m de altitud. Prefiere el enmarañado denso de vegetación y los bambuzales de bordes de bosque, frecuentemente los secundarios.

## Sistemática

### Descripción original
La especie D. ferruginea fue descrita por primera vez por el ornitólogo neerlandés Coenraad Jacob Temminck en 1822 bajo el nombre científico Myiothera ferruginea; localidad tipo «cercanías de Río de Janeiro, Brasil».

### Etimología
El nombre genérico femenino «Drymophila» proviene del griego «drumos»: bosque, bosquecillo, soto y «philos»: amante; significando «amante del sotobosque»; y el nombre de la especie «ferruginea», proviene del latín «ferrugineus»: de color de herrumbre.

### Taxonomía
Es pariente próximo al tiluchí colorado (Drymophila rubricollis), y hasta recientemente eran tratadas como conespecíficas, pero difieren en la morfología y en la vocalización. Las dos especies son simpátricas en varias regiones montanas de Brasil. Es monotípica.